# Tre Moschettieri (Corte suprema)
I "Tre Moschettieri" era lo pseudonimo utilizzato con riferimento ai tre membri liberali della Corte suprema degli Stati Uniti d'America durante il periodo 1932-1937, i quali supportavano l'agenda del New Deal del presidente Franklin Delano Roosevelt. Parliamo dei giudici Louis Brandeis, Benjamin N. Cardozo, e Harlan Fiske Stone. Ad essi si contrapponevano i "Quattro Cavalieri", vale a dire i giudici James Clark McReynolds, George Sutherland, Willis Van Devanter, e Pierce Butler. Il presidente della Corte suprema Charles Evans Hughes ed il giudice Owen J. Roberts mantenevano l'equilibrio tra le due parti.
A partire dal 1935, i Quattro Cavalieri presero l'abitudine di viaggiare insieme verso e dalla Corte, in modo da avere il tempo di coordinare le proprie posizioni. Per riuscire a contrastarli, i Tre Moschettieri cominciarono ad incontrarsi il venerdì pomeriggio presso l'appartamento di Brandeis. Nonostante ciò, i Quattro Cavalieri mantennero il controllo e riuscirono ad ottenere un'importante riforma delle procedure giudiziarie. Nel 1937, in occasione del cosiddetto "switch in time that saved nine", Roberts e Hughes si schierarono con il fronte liberale in molte decisioni chiave; dopo un anno, Van Devanter e Sutherland andarono in pensione e Hugo Black and Stanley Reed, apertamente schierati a favore del New Deal, presero il loro posto. Questo pose fine al dominio dei Quattro Cavalieri. Entro il 1941 anche Brandeis, Cardozo, Butler, McReynolds, Hughes abbandonarono la propria carica. Rimasero solo Stone e Roberts, ed in un secondo momento Stone divenne presidente della Corte suprema.